# Chevalier (film, 2015)
Pour les articles homonymes, voir Chevalier.
Pour plus de détails, voir Fiche technique et Distribution.
Chevalier est un film de comédie germano-grec de 2015 réalisé par Athiná-Rachél Tsangári et co-écrit par Tsangári et Efthýmis Filíppou. Il a été projeté dans la section des Films du monde contemporain du Festival international du film de Toronto 2015,. Il a été sélectionné comme entrée grecque pour le meilleur film en langue étrangère aux 89e Academy Awards, mais il n'a pas été nommé,. 

## Résumé
Six hommes - le docteur, Yorgos, Josef, Dimitris, Yannis et Christos - profitent d'un voyage de pêche sur la mer Égée dans un yacht de luxe. Tous les hommes sont liés professionnellement ou personnellement: le médecin travaille avec et encadre Christos, l'ancien petit ami de sa fille Anna; Yannis est le gendre du docteur; Dimitris est le frère de Yannis; et Josef et le collaborateur de Yorgos  et tous deux sont des amis proches du docteur. 
La dernière nuit avant de partir pour un voyage de plusieurs jours à Athènes, ils jouent à un jeu dans lequel un joueur pense à une personne sur le bateau et les autres doivent poser des questions métaphoriques telles que le type d'animal ou de fruit que la personne serait afin de deviner la personne à laquelle le joueur pense. Josef est offensé quand Yorgos suppose qu'il est la personne en question qui ressemble à un ananas. Josef suppose à juste titre que la personne qui est un ananas est le garçon de cabine. Agacé, Yorgos arrête de jouer en disant que Josef n'est pas le meilleur, il est seulement meilleur à ce jeu particulier. 
Ils essayent de trouver un nouveau jeu auquel jouer, Christos propose qu'ils jouent à un jeu qu'il a joué l'année précédente appelé Chevalier. À Chevalier, les hommes ont mis en place des tâches pour tout le monde à effectuer et celui qui gagne le plus de tours remporte une chevalière. Yorgos accepte de jouer, mais seulement si les hommes rivalisent pour savoir qui est le meilleur en général, ce qui signifie qu'ils se jugeront non seulement sur les tâches mais aussi sur leur personnalité et leurs habitudes. Le docteur est le seul possédant une chevalière, mais comme il refuse de prêter sa bague au vainqueur, ils décident qu'une bague sera achetée à l'arrivée du groupe à Athènes. 
Les hommes commencent immédiatement à se noter sur leur façon de dormir, de s'habiller, de boire leur café. Chaque concurrent sélectionne également une épreuve à faire : qui nettoie le bateau le plus rapidement, qui peut faire le plus grand nombre de ricochets. Pour son épreuve, Yannis choisit de comparer la taille des penis de tous les participants afin de déterminer qui a la plus grosse. Seul Joseph est incapable de réaliser une érection, ce qui le contrarie. 
Une fois amarrés à Athènes, les hommes décident de rester à bord pendant plusieurs jours pour terminer leur compétition. Le médecin procède a une prise de sang de tous les participants mais Dimitris, par peur, refuse de faire la prise de sang ce qui lui fait perdre des points dans la compétition. Christos est bouleversé de découvrir qu'il a du cholestérol. Pendant le dîner, Dimitris prépare une performance playback de Lovin' You. Voulant se faire remarquer et apprécier, Yannis allume des cierges magiques et danse derrière lui sur le quai. Après la représentation, le Docteur reproche froidement à Yannis d'être insouciant avec les cierges magiques. En colère, Yannis s'en prend au docteur l'accusant de ne pas l'aimer parce que sa fille Anna est stérile. Il s'en prend aussi à Christos, lui racontant que lui et Anna se moquent de lui et de ses pannes qu'il a eu au lit avec Anna. Christos est bouleversé et se jette sur Yannis, les deux hommes sont ensuite séparés. 
Avant la compétition finale, Yorgos prépare un discours, il dit à ces amis qu'il a partagé un moment spécial avec chacun d'eux pendant le voyage. Il s'entaille la main et demande aux hommes de devenir frères de sang avec lui. Tous les hommes refusent, sauf Dimitris qui accepte le pacte de sang. Plutôt que de lui couper la main, il baisse son pantalon et coupe sa fesse avant de saisir la main de Yorgos et de la serrer contre lui pour en faire des frères de sang. 
Dans la cuisine, le cuisinier et son assistant commencent à jouer à Chevalier l'un contre l'autre. 
Les hommes, ayant finalement terminé le match, débarquent du bateau et se dirigent vers leurs voitures respectives pour rentrer chez eux. Yorgos grimpe sur sa moto, avec la chevalière sur sa main. 

## Distribution
- Yiorgos Kendros
- Panos Koronis
- Vangelis Mourikis (en)
- Makis Papadimitriou (de)
- Yorgos Pirpassopoulos
- Sákis Rouvás
- Giannis Drakopoulos
- Nikos Orphanos
- Kostas Filippoglou

## Sortie
Chevalier a fait sa première au Festival international du film de Locarno le 12 août 2015 avant de sortir en salles en Grèce le 26 novembre 2015. Il est sorti en Allemagne le 21 avril 2016. 

### Réception critique
Le film a reçu des critiques positives. Sur Rotten Tomatoes, le film a un score de 82% basé sur 68 commentaires, avec une note moyenne de 6,8 / 10. Metacritic lui donne une note de 76 sur 100 basée sur 18 critiques, indiquant "des critiques généralement favorables". Il a obtenu une critique positive dans Der Spiegel. 

## Distinctions
Il a été nommé meilleur film en compétition officielle au London Film Festival, le 17 octobre 2015. Le jury l'a décrit comme "à la fois une comédie hilarante et une déclaration profondément troublante sur la condition de l'humanité occidentale". 